# Palazzo dell'Aquila
Il palazzo dell'Aquila, meglio conosciuto con il nome hotel Due Torri, è un edificio civile che si trova nel cuore del centro storico di Verona, in piazza Santa Anastasia, destinato ad albergo di lusso. Fa parte dell'associazione dei Locali storici d'Italia e dell'associazione The Leading Hotels of the World.

## Storia
La struttura venne edificata molto probabilmente nel XIV secolo e prese fin fa subito il nome di palazzo dell'Aquila. Questa denominazione potrebbe essere collegata al periodo storico in cui sorge, infatti a quel tempo la città era sotto il dominio degli Scaligeri, famiglia che divenne particolarmente importante tanto che Cangrande I della Scala fu elevato a vicario imperiale, potendo inserire così l'aquila imperiale nello stemma familiare.
Verso il 1425 i Boldieri, trasferitisi da Ghedi sul finire del secolo precedente, acquistarono l'austero palazzo scaligero per destinarlo a dimora di famiglia ed esibire lo status raggiunto. Nel 1674 lo destinarono invece a locanda, per vendere però l'intero edificio già nel 1730. La destinazione fu però mantenuta, anche se si susseguirono i cambi di proprietà, e divenne infine un albergo prestigioso, tanto che vi soggiornarono personalità quali l'appena tredicenne Mozart, nel gennaio 1770, Goethe e Giuseppe Garibaldi. Ma fu anche testimone di eventi rilevanti, come l'incoronazione in esilio di re Luigi XVII di Francia e la firma dell'armistizio di Villafranca tra Napoleone III, Vittorio Emanuele II, l'arciduca Ranieri e il maresciallo Radetzky.
Nel 1882 l'albergo venne chiuso, nel 1903 l'edificio fu acquistato dall'imprenditore Francesco Zeiner e nel 1909 ereditato dalla famiglia Wallner. Durante la seconda guerra mondiale fu sede di tre ministeri della Repubblica di Salò, per tornare albergo di lusso solamente nel 1959 grazie all'impegno del proprietario Enrico Wallner, che affidò la ristrutturazione della struttura all'ingegnere Alessandro Polo e la parte pittorica all'artista veronese Pino Casarini. Nel 2010 l'hotel fu acquistato dal gruppo Duetorrihotels e l'edificio riammodernato: furono restaurate le facciate, modernizzata la lobby, rinnovate le camere da letto, aperta una nuova sala da pranzo e la terrazza sul tetto.

## Descrizione
L'hotel si caratterizza dalla presenza di arredi d'epoca Biedermeier e Stile Impero, che arricchiscono stanze, corridoi e saloni insieme a sedici tele di Francesco Barbieri, opere barocche della fine del XVII secolo. Inoltre il restauro che ha seguito l'acquisizione dell'edificio da parte del gruppo Duetorrihotels ha riportato al significato originale il Torneo dei Cavalieri di Brandeburgo della lobby e il ciclo di affreschi a tema circense della sala meeting, entrambi dell'artista veronese Pino Casarini.
L'affresco della lobby, in cui Casarini rappresenta il mondo gentilesco degli antichi cavalieri, si estende per circa 300 metri e vuole rievocare la storia della città e dell'edificio: il palazzo, adibito a foresteria degli Scaligeri, ospitò infatti cinquecento cavalieri di Brandeburgo, inviati a Verona da Ludovico di Brandeburgo per la protezione di Cangrande II, suo alleato.
Al piano interrato invece si trova la grande sala che si contraddistingue per la decorazione parietale ispirata ai pannelli scenografici di una rappresentazione teatrale, in cui sono raffigurate scene a tema circense: si trovano così ampi episodi di vita animata mentre, nelle pareti più arretrate, un tendone si solleva mostrando i carrozzoni decorati a servizio del circo.